# Orgelfrühling Steiermark
Der Orgelfrühling Steiermark ist ein österreichisches Festival für Orgelmusik, das seit 2012 existiert. Das Festival – bis 2016 unter dem Namen Grazer Orgelfrühling – findet jährlich im Frühjahr in Graz und in der Steiermark statt. Aufgeführt werden Orchester-, Kammermusik- und Crossover (Musik)-Projekte mit Orgel und E-Orgel. Das Festival steht unter der künstlerischen Leitung von Gunther Rost.

## Geschichte
2011 übernahm Gunther Rost als künstlerischer Leiter die vormals von Fritz Haselwander und der Herz-Jesu-Kirche (Graz) jährlich durchgeführte Konzertreihe „Orgelfrühling in Herz-Jesu“.
2012 erweiterte er sie mit dem Engagement der Kunstuniversität Graz und Privatinitiativen zum „Grazer Orgelfrühling“: Erstmals wurden neben der historischen Walcker-Orgel der Herz-Jesu-Kirche auch andere Grazer Orgeln, vornehmlich die mobilen Orgeln am Zentrum für Orgelforschung, eingesetzt. Internationale Gastorganisten traten neben herausragenden Studierenden und Absolventen der Kunstuniversität Graz auf, das Programm wurde durch Kurse und genreübergreifende Projekte erweitert.
Programmatisch setzte sich das Festival von Beginn an zum Ziel, das Instrument Orgel auch als Soloinstrument mit Orchester und in der Kombination mit Schauspiel zu zeigen. Im Grazer MUMUTH wurden die Produktionen „Faust“, „Schlafes Bruder“, „An Offer You Can’t Refuse“, „Höllenfahrt“, „Der Großinquisitor“, „Malleus Maleficarum – ein Tutorial“ und „Strahlender Untergang“ zur Aufführung gebracht. Im April 2024 fand dort die Uraufführung der „Traumnovelle“ von SJ Hanke  statt.
2017 fand das Festival erstmals unter dem Namen Orgelfrühling Steiermark auch außerhalb von Graz statt. Eingebunden wurden die historischen Orgeln in Pöllauberg, Sankt Veit in der Südsteiermark und Straden sowie einzelne moderne Instrumente der Region. 2018 kamen weitere Spielorte hinzu, die Regionen werden durch Shuttle-Busse an Graz angebunden.

## Spielorte
In Graz:
- Herz-Jesu-Kirche
- Dom zu Graz
- Palais Schwarzenberg
- MUMUTH der Universität für Musik und darstellende Kunst Graz[10]
- Stefaniensaal
- Heilandskirche

In der Regionen:
- Bärnbach: Hundertwasserkirche
- Feldbach: Leonhardskirche
- Gratwein-Straßengel: Stift Rein
- Leibnitz: Pfarrkirche
- Leoben: Stadtpfarrkirche
- Straßengel: Wallfahrtskirche Maria Straßengel
- Osterwitz: Pfarrkirche
- Pöllau: Stift Pöllau
- Pöllauberg: Wallfahrtskirche
- Stainz: Hofer-Mühle
- Sankt Veit in der Südsteiermark: Wallfahrtskirche
- Sankt Peter im Sulmtal: Pfarrkirche
- Straden mit seinen drei Orgeln
- Weiz: Kunsthaus

## Mitwirkende
Organistinnen und Organisten:
- Hansjörg Albrecht
- Léon Berben
- Christoph Bossert
- Naji Hakim
- Günther Kaunzinger
- Kalevi Kiviniemi
- Ludger Lohmann
- Benjamin Righetti
- Gunther Rost
- Martin Sander (Organist)
- Michael Schönheit
- Thomas Trotter

Instrumentalsolisten:
- Pirmin Grehl, Querflöte
- Annedore Oberborbeck, Violine
- Günter Seifert, Violine
- Norbert Täubl, Klarinette